# Eleições legislativas portuguesas de 1908
As eleições legislativas portuguesas de 1908 foram realizadas no dia 5 de abril, sendo eleitos os 157 deputados da Câmara dos Deputados. Os deputados foram eleitos em círculos com listas plurinominais e uninominais, foram realizadas depois do regicídio e depois da queda do governo de João Franco.
| Partido                 | Partido                       | Votos   | %     | +/-   | Deputados | +/-   |
| ----------------------- | ----------------------------- | ------- | ----- | ----- | --------- | ----- |
|                         | Partido Regenerador           | -       | 41%   | -     | 42 / 157  | -     |
|                         | Dissidentes Regeneradores     | -       | 41%   | -     | 21 / 157  | -     |
|                         | Partido Progressista          | -       | 38%   | -     | 59 / 157  | -     |
|                         | Amaralistas                   | -       | 10%   | -     | 15 / 157  | -     |
|                         | Partido Republicano Português | -       | 5%    | -     | 7 / 157   | -     |
|                         | Partido Regenerador Liberal   | -       | 7%    | -     | 3 / 157   | -     |
|                         | Partido Nacionalista          | -       | 7%    | -     | 1 / 157   | -     |
|                         | Outros                        | -       | 7%    | -     | 0 / 157   | -     |
| Votos Inválidos         | Votos Inválidos               | -       | -     | -     | -         | -     |
| Total                   | Total                         | 693 424 | 100   | -     | 157       | -     |
| Eleitorado/Participação | Eleitorado/Participação       | 450 260 | 64.9  | -     | -         | -     |
| Fonte                   | Fonte                         | [ 2 ]   | [ 2 ] | [ 2 ] | [ 2 ]     | [ 2 ] |

1. ↑  «Eleições de 1908 (5 de Abril)»
2. ↑  «Eleições de 1908». maltez.info. Consultado em 17 de setembro de 2016